# Mike Gallagher
Michael John "Mike" Gallagher, född 3 mars 1984 i Green Bay i Wisconsin, är en amerikansk politiker (republikan). Han var ledamot av USA:s representanthus 2017–2024.
Gallagher gick i skola i Mater Dei High School i Santa Ana i Kalifornien.